# Zarożany
Zarożany też Zarożeny (ukr. Зарожани) – wieś na Ukrainie, w obwodzie czerniowieckim, w rejonie chocimskim.

## Położenie
Na podstawie Słownika geograficznego Królestwa Polskiego i innych krajów słowiańskich Zarożany to: wieś w powiecie chocimskim, guberni besarabskiej, w parafii Chocim, leżąca między Szyrowcami a Kliszkowcami; ma cerkiew, 242 domy, fabrykę mąki cukrowej, własność Rafałowiczów.

## Historia
W 1859 roku w miejscowości mieszkało 1041 osób (510 mężczyzn i 531 kobiet), było 187 gospodarstw, istniała cerkiew prawosławna. W 1886 roku mieszkało 1503 osób, było 276 gospodarstw, istniała szkoła i cerkiew prawosławna.